# Cincinnati Reds
Die Cincinnati Reds sind ein US-amerikanisches Baseball-Team aus Cincinnati, Ohio. Sie spielen in der Major League Baseball in der Central Division der National League. Ihre Heimspiele trägt die Mannschaft seit 2003 im Great American Ball Park aus. Zuvor war das Team in Riverfront Stadium beheimatet.

## Geschichte
Das Team wurde 1869 als Cincinnati Red Stockings gegründet und ist damit die älteste Profi-Baseballmannschaft. Die Gründung wurde von ortsansässigen Mäzenen finanziell ermöglicht. Die Mannschaft reiste umher und spielte gegen verschiedene ortsansässige Amateurmannschaften. Über 130 Spiele waren sie 1869/70 unbesiegt. Sie waren 1876 Gründungsmitglied der ersten Profiliga, der National League, wurden aber wegen Unregelmäßigkeiten 1880 ausgeschlossen. Zwischen 1880 und 1890 spielten die Red Stockings hauptsächlich in der American Association. Seit 1890 spielen die Cincinnati Reds wieder in der NL. World Series Sieger waren die Reds in den Jahren 1919, 1940, 1975, 1976 und 1990.
Zwischen 1953 und 1958 firmierte das Team unter dem Namen Cincinnati Redlegs, um im Zuge der Red Scare der McCarthy-Ära keine ungewollten Assoziationen mit dem Kommunismus hervorzurufen.
Ihre letzte große Blütezeit hatten die Reds in den 1970er Jahren, als man auch von der „Big Red Machine“ sprach. Zu einem absoluten Klassiker wurde die World Series von 1975 gegen die Boston Red Sox, und 1976 konnten die großen Yankees für die Meisterschaft immerhin mit vier zu null Spielen (four game sweep) geschlagen werden. Seither sind größere Erfolg indessen fast völlig ausgeblieben. Einzig 1990 konnten die World Series gegen die Oakland A’s mit einem 4:0-Sweep gewonnen werden.

### The Big Red Machine (1970–1976)
1970 wurde der bis dahin wenig bekannte George „Sparky“ Anderson als Manager engagiert und die Reds erlebten eine Blütezeit, in der das Team den Spitznamen „The Big Red Machine“ bekam. Die Reds spielten bis zum 30. Juni im Ballpark Crosley Field, dann zogen sie in das brandneue Riverfront Stadium um, eine 52.000 Zuschauer fassende Mehrzweckarena am Ufer des Ohio River.
Die Reds begannen die Saison 1970 spektakulär, da sie 70 ihrer ersten 100 Spiele gewannen. Johnny Bench, Tony Perez, Pete Rose, Lee May und Bobby Tolan waren die Anführer der Offensive der frühen „Big Red Machine“. Gary Nolan, Jim Merritt, Wayne Simpson und Jim McGlothlin waren die Pitcher, die durch die Veteranen Tony Cloninger und Clay Carroll und die Youngsters Pedro Borbon und Don Gullett unterstützt wurden.
1970 gewannen die Reds ohne größere Probleme nicht nur ihre Division, die National League (NL) West, sondern setzten sich auch glatt in drei Spielen gegen die Pittsburgh Pirates in der National League Championship Series (NCLS) durch. So erreichte der Club frühzeitig die World Series, in der sich die junge Truppe, aber den erfahrenen Baltimore Orioles geschlagen geben musste.
Nach dem schlechten Abschneiden in der Saison 1971, übrigens die einzige Saison in den 1970er Jahren, die die Reds mit mehr Niederlagen als Siegen beendeten, 79-83 Siegen, stellte sich der Club neu auf. Sie tauschten im Trade Jimmy Stewart, Lee May und Tommy Helms für Joe Morgan, Cesar Geronimo, Jack Billingham, Ed Armbruster und Denis Menke. In der Zwischenzeit blühte Dave Concepcion auf der Position des Shortstops auf. Ein weiterer wichtiger Schlüssel zu den zukünftigen World Series Titeln war auch die Verpflichtung von George Foster. Er kam im Tausch mit Shortstop Frank Duffy von den San Francisco Giants.
1972 gewannen die Reds die National League (NL) West mit 95-59 Siegen. (1972 war die erste Saison im Baseball, die durch einen Streik verkürzt wurde.) In der NLCS besiegten sie den World Series Sieger des Vorjahres, die Pittsburgh Pirates, in aufregenden 5 Spielen und zogen als Favorit gegen die Oakland Athletics in die Worls Series ein. Da der Right Fielder und Schlagmann Reggie Jackson wegen einer Verletzung nicht spielen konnte, bekam der aus Ohio stammende Gene Tenace eine Chance für Oakland in der World Series zu spielen. Er schlug 4 Home Runs, stellte somit den Rekord für Homeruns in der World Series ein und führte Oakland so in dramatischen 7 Spielen zum Titel. Sechs der sieben Spiele wurden mit nur einem Run Unterschied gewonnen. Cincinnati konnte kein Heimspiel im Riverfront Stadium gewinnen.
Die Reds gewannen 1973 erneut den Divisionstitel in der NL West, nach einer tollen Aufholjagd von 10,5 Spielen auf die Los Angeles Dodgers mit 99-63 Siegen. Diesmal war aber in der NLCS Schluss. Die Reds verloren in 5 Spielen gegen die New York Mets.
Im ersten Spiel trafen Tom Seaver (Mets) und Jack Billingham (Reds) in einem klassischen Pitching Duell aufeinander. New Yorks John Millner brachte die Mets mit 1:0 in Führung. Im 8. Inning glich Pete Rose mit einem Solo Homerun das Spiel zum 1:1 aus und bereitete so die Bühne für Johnny Bench, der mit einem weiteren Solo Homerun am Ende des 9. Innings den dramatischen Schlusspunkt zum 2:1-Sieg für die Reds setzte.
Das zweite Spiel gewannen die Mets mit 5:0 im Shea Stadium in New York.
Im dritten Spiel führten die Mets nach dem 2. Inning schnell mit 6:0. Die Reds die mittlerweile unter dem Namen „Cincinnati’s Big Red Machine“ bekannt waren, waren sehr frustriert. Im 5. Inning rutschte Pete Rose bei einem Double Play Versuch hart in den 2. Baseman der Mets, Bud Harrelson. Es kam zu einer Rauferei, die in einer Massenschlägerei aller Spieler und Verantwortlichen auf dem Feld endete. Die Reds verloren 9:2.
Nach den Vorkommnissen in Spiel 3 gab es große Spannungen im vierten Spiel. Die Reds gewannen schließlich nach einem Solo Homerun von Pete Rose im 12. Inning mit 2:1.
Das entscheidende fünfte Spiel ging aber mit 7:2 verloren.
1974 gewannen die Reds zwar 98-74 Spiele, wurden aber nur zweiter in der NL West hinter den Los Angeles Dodgers mit 102 Siegen. Viel Aufregung gab es zur Saisoneröffnung. Hank Aaron und die Atlanta Braves waren in der Stadt, Hank Aaron (713 HR) fehlte nur noch ein Homerun, um den Rekord von Babe Ruth (714 HR) einzustellen. Mit dem ersten Pitch von Jack Billingham auf Aaron, gelang ihm sein Homerun Nummer 714 und er zog mit Babe Ruth gleich. 1974 war auch das Debüt von Reds Hall of Fame announcer (Radiosprecher) Marty Brennaman, der Al Michaels ersetzte. Michaels wechselte zu den San Francisco Giants und übernahm dort die Radio Berichterstattung. Brennaman berichte bis heute von allen Spielen der Cincinnati Reds.

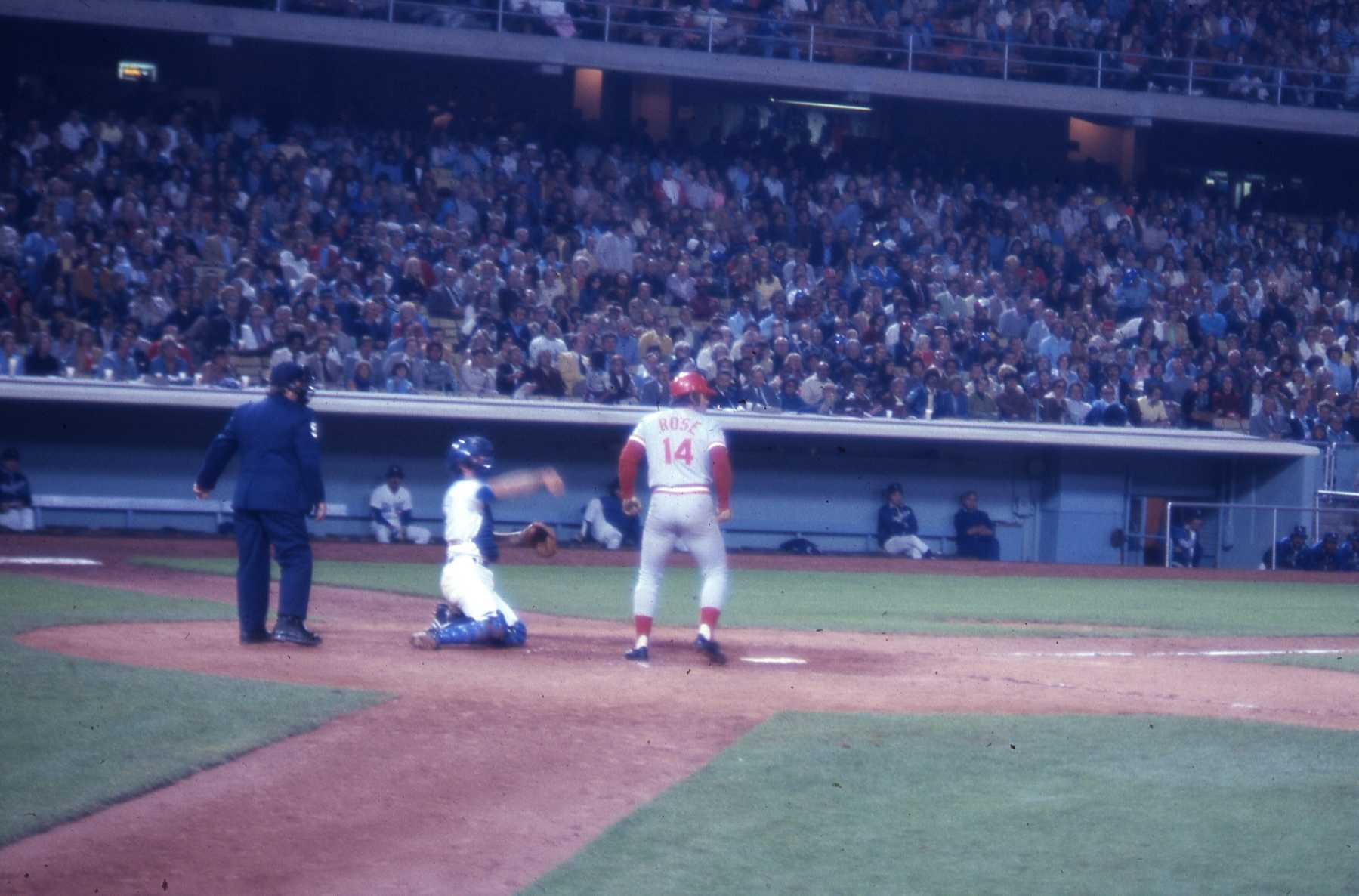
Pete Rose am Schlag

1975 festigte sich die Startaufstellung der "Big Red Machine" mit Johnny Bench (Catcher), Tony Perez (1st Base), Joe Morgan (2nd Base), Dave Concepcion (Shortstop), Pete Rose (3rd Base), Ken Griffey (Right Field), Cesar Geronimo (Center Field) und George Foster (Left Field). Die Starting Pitcher waren, Don Gullett, Fred Norman, Gary Nolan, Jack Billingham, Pat Darcy und Clay Kirby. Das Bullpen komplettiert Rawly Eastwick und Will McEnaney mit zusammen 37 saves und die Veteranen Pedro Borbon und Clay Carroll.
Am Eröffnungstag spielte Rose noch im Left Field, Foster war kein Starter auf 3rd Base, sondern nur Ersatz hinter John Vukovich. Vukovich war ein toller Feldspieler, aber ein schwacher Schlagmann.
Im Mai nach einem schwachen Saisonstart stellte Manager „Sparky“ Anderson um. Er stellte Rose auf 3rd Base, eine Position, auf der er wenig Erfahrung hatte. Foster wurde ins Left Field beordert. Dieser mutige Schritt, war der Schlüssel zu einer zuverlässigen Defense und für den 1. Platz in der NL West, vor den Los Angeles Dodgers. Während dieser Saison gibt es zwei bemerkenswerte Statistiken.
1. Die Reds gewannen nach der Umstellung 41 von 50 Spielen in der zweiten Saisonhälfte
2. Die Reds leisteten sich einen Monat keinen Fehler in der Defense.
In der Saison 1975 siegten die Cincinnati Reds in der NL West mit 108-54 Siegen. Dann fegten sie die Pittsburgh Pirates in drei Spielen vom Feld und gewannen verdient den National League Wimpel. In der World Series 1975 waren die Boston Red Sox der Gegner. Nach vier Spielen stand es 2:2. Die Reds gewannen das fünfte Spiel. Nach einer 3-tägigen Regenunterbrechung kam es in Spiel 6 zu einer der denkwürdigsten Baseballspiele in der World Series.
Die Reds führten bereits 6:3. Die Boston Red Sox glichen durch ein 3 Run Homerun des ehemaligen Reds Spieler Bernie Cargo aus. Nach ein paar engen Entscheidungen auf beiden Seiten, war es Carlton Fisk, der den Sieg bringenden Homerun im 12. Inning schlug. Die Red Sox gewannen das sechste Spiel mit 7:6 und erzwangen das alles entscheidende Spiel 7. Cincinnati gewann am nächsten Tag das letzte Spiel mit 4:3 in Boston. Dieser Sieg brachte die erste Meisterschaft in 35 Jahren, seit 1940.
1976 kehrten die Reds mit der gleichen Startaufstellung wie 1975 zurück. Sie gewannen die NL West mit 10 Spielen Vorsprung vor den Los Angeles Dodgers mit 102-60 Siegen. Sie blieben in den gesamten Play-offs ungeschlagen. In der NLCS besiegten die Reds die Philadelphia Phillies klar in drei Spielen (Sweep) und zogen in die World Series 1976 ein. Dort besiegten sie die New York Yankees im damals neu renovierten Yankee Stadium mit einem Sweep mit 4-0-Siegen. Die World Series Spiele im New Yorker Yankee Stadium waren die ersten seit 1964 und es war erst der zweite Sweep überhaupt für die Yankees in den Endspielen.
Die Reds waren somit das erste National League (NL) Team hinter den New York Giants 1921/1922 die 2 World Series Titel hintereinander gewannen und die „Big Red Machine“ von 1975/1976 gilt bis heute als eines der besten Baseball Teams aller Zeiten. In der Geschichte der MLB schaffte es seit 1976 kein Team der National League (NL) mehr, seinen Titel zu verteidigen.
Seit dem Gewinn des Wimpels der National League (NL) 1970, schlugen die Cincinnati Reds entweder die Pittsburgh Pirates, oder die Philadelphia Phillies in der National League Championship Series (NLCS). (Pirates 1970, 1972, 1975 und 1990, Phillies 1976.) Das machte die „Big Red Machine“ zu einem Teil der Rivalität zwischen den beiden in Pennsylvania beheimateten Teams Pittsburgh und Philadelphia. Im Jahr 1979 goss Pete Rose weiter Öl ins Feuer der Rivalität mit den Phillies, als er in Philadelphia einen Vertrag unterzeichnete und mit den Phillies 1980 ihre erste World Series gewann.

## Nicht mehr vergebene Nummern
- 1 Fred Hutchinson
- 5 Johnny Bench
- 8 Joe Morgan
- 10 Sparky Anderson
- 11 Barry Larkin
- 13 Dave Concepcion
- 14 Pete Rose
- 18 Ted Kluszewski
- 20 Frank Robinson
- 24 Tony Perez
- 42 Jackie Robinson (bei jedem Club der Major League Baseball)

## Mitglieder der Baseball Hall of Fame
Die Mitglieder der Baseball Hall of Fame sind:

## Minor-League-Teams der Cincinnati Reds
Minor-League-Teams der Cincinnati Reds sind:
- AAA: Louisville Bats, Louisville, Kentucky
- AA: Pensacola Blue Wahoos, Pensacola, Florida
- Advanced A: Daytona Tortugas, Daytona Beach, Florida
- A: Dayton Dragons, Dayton, Ohio
- Rookie: Billings Mustangs, Billings, Montana
- Rookie: Greeneville Reds, Greeneville, Tennessee
- Rookie: Arizona League Reds, Goodyear, Arizona
- Rookie: Dominican Reds, Dominikanische Republik